# Фекетић
Фекетић (мађ. Bácsfeketehegy) је село у општини Мали Иђош, у Севернобачком округу, у Војводини. Према попису из 2022. има 3280 становника (према попису из 2011. било је 3890 становника).

## Географија
Фекетић се налази на неколико брежуљака између којих протиче кривудава речица Криваја која није пловна, смештен у равничарском крају на Телечкој висоравни, надморска висина 96 m.
Регионалним путем Нови Сад-Суботица спојен је с насељима Ловћенац (0,3 km) и Србобран (12 km), а такође је повезан асфалтним путем са Врбасом (12 km) и земљаним са напуштеним селом Томановићево (6 km). Налази се на 2 km од ауто-пута Е-75 (Београд-Суботица) који припада Коридору 10, као и на 4 km од железничке станице Ловћенац.
Поштански број насеља је 24323, а телефонски позивни број је 024 (спада у Севернобачки округ).

## Историја
Овде је откривено средњовековно археолошко налазиште током 2019. године.
Насеље се први пут спомиње 1465. године под називом Фекетееђхаз (Feketeegyház, Црна Црква), као посед племићке породице Мароти који касније краљ Матија Корвин дарује Милошу Белмошевићу. Године 1580. јавља се у документима под називом Фекетехеђ (Feketehegy, Црно Брдо).
Недавно је поново усвојен мађарски назив села коришћен пре Првог светског рата, Bácsfeketehegy (Бачко Црно Брдо). Године 1924. решењем Министарства унутрашњих дела промењено је дотадашње име насеља Фекетић у Црно Брдо.
Назив Фекетић први пут се помиње у турским изворима 1652. године. Због надирања Турака српске породице су биле приморане да се селе на север, а село је временом опустело и као такво припало властелинству у Кули. Турци после Сенћанске битке (1697) напуштају Бачку у којој преостало становништво претежно чине Срби који тада постају граничари. Царица Марија Терезија организује у 18. веку досељавање Немаца из околине Рајне у Бачку, а 1818. године први од њих долазе у Фекетић и временом чине трећину становништва села.
Најстарији фекетићки Мађари су потомци Кумана досељених из области Нађкуншаг (Nagykunság), у данашњој Мађарској. За њима су 1785. године дошли колонисти из области Кунхеђеш (Kunhegyes) и Тисабура (Tiszabura) који су одмах саградили реформаторску цркву и организовали рад школе. Матична књига из тог периода је сачувана до данас.
За време Мађарске револуције 1848/49. фекетићки Мађари беже на север бојећи се одмазде Срба из Србобрана и када су се неколико месеци касније вратили, затекли су опљачкане и спаљене куће, које су морали поново да изграде.
После Првог светског рата распала се Аустроугарска монархија, а у новоформираној Краљевини Срба, Хрвата и Словенаца (касније Краљевина Југославија) се школа одваја од цркве и уводи се српски као државни језик.
Године 1920. породице српских добровољаца из Лике, Далмације и Херцеговине настањују се на оближњем имању Томановићево. Почетком Другог светског рата мађарске војне власти их интернирају и на њихово место доводе Мађаре из Буковине који беже 1944. године пред налетом Совјетске армије, а интернирани Срби се враћају на своја огњишта. Због недостатка инфраструктуре насеље замире јер се становништво пресељава углавном у Фекетић.
Након Другог светског рата немачко становништво је комплетно исељено, а у њихове куће се 1946. године досељавају колонисти из Црне Горе, Босне и са Косова и Метохије (укупно 1.751), а највише их је из подручја Бококоторског залива.
Село задржава пољопривредни карактер. У почетку је било неколико земљорадничких задруга које се касније удружују у ПД „Фекетић“. Обућарска задруга прераста у фабрику „Антилоп“. Трговина је такође била заснована на задружној основи.
У данашње време у току је процес приватизације трговинских и скоро свих привредних организација.

## Култура
У Фекетићу је одувек био богат културни живот, нарочито на пољу духовности и музике. Данас омладину окупља више културно-уметничких друштава, обновљена библиотека са око 8.000 књига, новоосновани интернет центар „Теледом/Teleház", рукометни и фудбалски клуб, као и бројне невладине организације. Планира се и оснивање Завичајног музеја Фекетића.
Занимљиве програме испуњене традицијом имају манифестације „Дани насеља“, „Дани фекетићке вишње“, „Дани бербе грожђа“ и др.
У селу излази и локални месечник "Fecske" (Ласта).

## Демографија

### Становништво
У Фекетићу се говори српски и мађарски језик. У селу постоји двојезична основна школа, смештена од 1979. године у модерној згради са спортским објектом, као и двојезично забавиште основано још 1894. године. До пре неколико деценија у селу су постојали и породилиште и дом за децу без родитеља. О комуналним објектима, њиховој изградњи и одржавању се стара Месна заједница Фекетић.
У насељу Фекетић живи 3384 пунолетна становника, а просечна старост становништва износи 39,3 годинe (37,5 код мушкараца и 41,0 код жена). У насељу има 1527 домаћинстава, а просечан број чланова по домаћинству је 2,84 (попис 2002).
Становништво у овом насељу веома је нехомогено, а у последња три пописа, примећен је пад у броју становника.
|             | \| Демографија[5] \| Демографија[5] \| Демографија[5] \| \| Година \| Становника \| Становника \| \| -------------- \| -------------- \| -------------- \| \| 1948. \| 5.903 \| \| \| 1953. \| 5.551 \| \| \| 1961. \| 5.484 \| \| \| 1971. \| 4.889 \| \| \| 1981. \| 4.688 \| \| \| 1991. \| 4.542 \| 4.462 \| \| 2002. \| 4.336 \| 4.481 \| \| 2011. \| 3.890 \| \| \| 2022. \| 3.280 \| \| |            |
| Демографија | |            |
| Година      | Становника | Становника |
| 1948.       | 5.903 |            |
| 1953.       | 5.551 |            |
| 1961.       | 5.484 |            |
| 1971.       | 4.889 |            |
| 1981.       | 4.688 |            |
| 1991.       | 4.542 | 4.462      |
| 2002.       | 4.336 | 4.481      |
| 2011.       | 3.890 |            |
| 2022.       | 3.280 |            |

| Етнички састав према попису из 2002.‍ | Етнички састав према попису из 2002.‍ | Етнички састав према попису из 2002.‍ | Етнички састав према попису из 2002.‍ | Етнички састав према попису из 2002.‍ |
| ------------------------------------ | ------------------------------------ | ------------------------------------ | ------------------------------------ | ------------------------------------ |
|                                      |                                      |                                      |                                      |                                      |
| Мађари                               | Мађари                               |                                      | 2.672                                | 61,62%                               |
| Срби                                 | Срби                                 |                                      | 726                                  | 16,74%                               |
| Црногорци                            | Црногорци                            |                                      | 682                                  | 15,72%                               |
| Југословени                          | Југословени                          |                                      | 46                                   | 1,06%                                |
| Хрвати                               | Хрвати                               |                                      | 33                                   | 0,76%                                |
| Роми                                 | Роми                                 |                                      | 16                                   | 0,36%                                |
| Украјинци                            | Украјинци                            |                                      | 9                                    | 0,20%                                |
| Русини                               | Русини                               |                                      | 8                                    | 0,18%                                |
| Немци                                | Немци                                |                                      | 7                                    | 0,16%                                |
| Албанци                              | Албанци                              |                                      | 7                                    | 0,16%                                |
| Буњевци                              | Буњевци                              |                                      | 5                                    | 0,11%                                |
| Муслимани                            | Муслимани                            |                                      | 4                                    | 0,09%                                |
| Словенци                             | Словенци                             |                                      | 3                                    | 0,06%                                |
| Румуни                               | Румуни                               |                                      | 2                                    | 0,04%                                |
| Чеси                                 | Чеси                                 |                                      | 1                                    | 0,02%                                |
| Словаци                              | Словаци                              |                                      | 1                                    | 0,02%                                |
| Бошњаци                              | Бошњаци                              |                                      | 1                                    | 0,02%                                |
| непознато                            | непознато                            |                                      | 7                                    | 0,16%                                |

| Година пописа     | 1948. | 1953. | 1961. | 1971. | 1981. | 1991. | 2002. |
| ----------------- | ----- | ----- | ----- | ----- | ----- | ----- | ----- |
| Број домаћинстава | 1.720 | 1.791 | 1.803 | 1.627 | 1.624 | 1.600 | 1.527 |

| Број чланова      | 1   | 2   | 3   | 4   | 5   | 6  | 7 | 8 | 9 | 10 и више | Просек |
| ----------------- | --- | --- | --- | --- | --- | -- | - | - | - | --------- | ------ |
| Број домаћинстава | 334 | 384 | 280 | 336 | 135 | 44 | 9 | 2 | 1 | 2         | 2,84   |

| Пол    | Укупно | Неожењен/Неудата | Ожењен/Удата | Удовац/Удовица | Разведен/Разведена | Непознато |
| ------ | ------ | ---------------- | ------------ | -------------- | ------------------ | --------- |
| Мушки  | 1.735  | 547              | 1.061        | 63             | 60                 | 4         |
| Женски | 1.836  | 353              | 1.060        | 348            | 74                 | 1         |
| УКУПНО | 3.571  | 900              | 2.121        | 411            | 134                | 5         |

| Пол    | Укупно                    | Пољопривреда, лов и шумарство | Рибарство                            | Вађење руде и камена | Прерађивачка индустрија       |
| ------ | ------------------------- | ----------------------------- | ------------------------------------ | -------------------- | ----------------------------- |
| Мушки  | 853                       | 418                           | 0                                    | 1                    | 182                           |
| Женски | 502                       | 155                           | 0                                    | 0                    | 150                           |
| УКУПНО | 1.355                     | 573                           | 0                                    | 1                    | 332                           |
| Пол    | Производња и снабдевање   | Грађевинарство                | Трговина                             | Хотели и ресторани   | Саобраћај, складиштење и везе |
| Мушки  | 3                         | 75                            | 57                                   | 19                   | 23                            |
| Женски | 0                         | 3                             | 46                                   | 19                   | 2                             |
| УКУПНО | 3                         | 78                            | 103                                  | 38                   | 25                            |
| Пол    | Финансијско посредовање   | Некретнине                    | Државна управа и одбрана             | Образовање           | Здравствени и социјални рад   |
| Мушки  | 1                         | 12                            | 26                                   | 10                   | 5                             |
| Женски | 3                         | 6                             | 19                                   | 45                   | 38                            |
| УКУПНО | 4                         | 18                            | 45                                   | 55                   | 43                            |
| Пол    | Остале услужне активности | Приватна домаћинства          | Екстериторијалне организације и тела | Непознато            | Непознато                     |
| Мушки  | 11                        | 0                             | 0                                    | 10                   | 10                            |
| Женски | 7                         | 5                             | 0                                    | 4                    | 4                             |
| УКУПНО | 18                        | 5                             | 0                                    | 14                   | 14                            |